# Ga Kan'i itaku

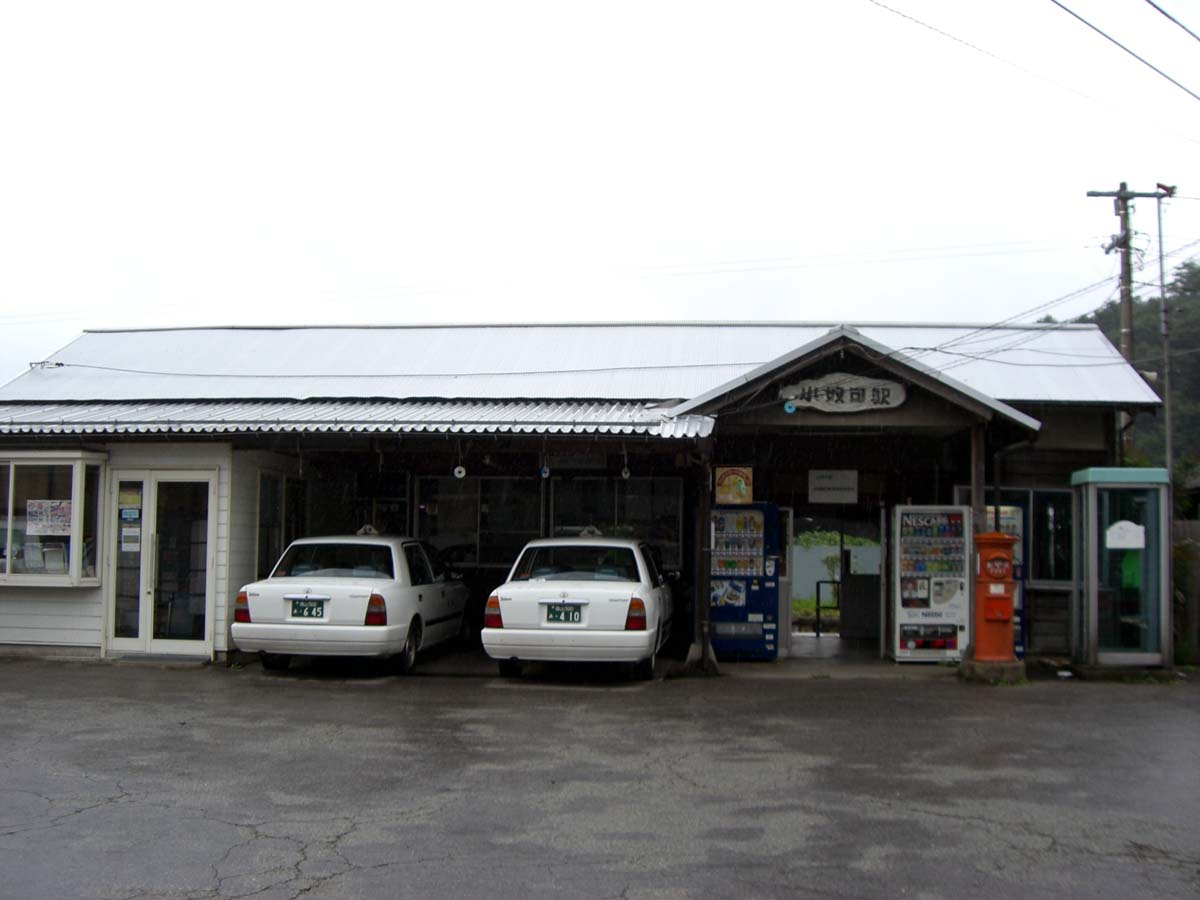
Ga Onuka, thuộc dạng ga kantaku, vận hành bởi JR West, thuộc Tuyến Geibi (ngày 17 tháng 9 năm 2006).

Một ga kan'i itaku (簡易委託駅 (Giản Dịch Ủy Thác Dịch) kan'i itaku eki), hay ga kantaku (簡託駅 (Giản Thác Dịch) kantaku eki), là một kiểu ga đường sắt ở Nhật Bản được vận hành bởi một tổ chức riêng lẻ tư nhân hơn là từ phía công ty trực thuộc vận hành. Những nhà ga kiểu này thường được quản lý bởi một tổ chức địa phương, hay một hợp tác xã, hay một cửa hàng nằm trong ga, hay một tổ chức tư nhân khác. Tuy nhiên, không có bất kỳ khác biệt nào về mặt phục vụ hành khách đi tàu.